# بينيت كوهن
بينيت كوهن (بالإنجليزية: Bennett Cohen)‏ هو كاتب سيناريو ومخرج أمريكي، ولد في 28 أغسطس 1890 في ترينيداد في الولايات المتحدة، وتوفي في 10 يونيو 1964 في لوس أنجلوس في الولايات المتحدة.

## وصلات خارجية
- بينيت كوهن على موقع IMDb (الإنجليزية)
- بينيت كوهن على موقع ألو سيني (الفرنسية)
- بينيت كوهن على موقع أول موفي (الإنجليزية)
- بينيت كوهن على موقع قاعدة بيانات الأفلام السويدية (السويدية)
- بينيت كوهن على موقع قاعدة بيانات الفيلم (الإنجليزية)
- بينيت كوهن على موقع كينوبويسك (الروسية)